# Емілі Норкросс Дікінсон
Емілі Норкросс Дікінсон (англ. Emily Norcross Dickinson; 3 липня 1804, Монсон, Массачусетс, США — 14 листопада 1882) — членкиня сім'ї Дікінсон з Емгреста, штат Массачусетс, матір американської поетки та гераристки Емілі Дікінсон.

## Життєпис
Емілі Норкросс народилася в 1804 році в Монсоні, штат Массачусетс, у родині Джоела та Бетсі (до шлюбу Фей) Норкросс. Вона була однією з дев'яти дітей, хоча четверо її братів і сестер померли в ранньому віці. Її батько був непохитним прихильником жіночої освіти і відправив Емілі на кілька років до Академії Монсона, а потім у школу-інтернат у Нью-Гейвені, штат Коннектикут.
У 1826 році Емілі Норкросс зустріла Едварда Дікінсона, який навчався на адвоката в Емгерстському коледжі штат Массачусетс, приїхав до Монсона у юридичних справах. Емілі привернула увагу Едварда, і вони почали тривале листування. Протягом двох років вони написали одне одному 93 листи (Едвард написав 69, а Емілі — 24). Едвард постійно демонстрував прихильність до Емілі у своїх листах, тоді як Емілі була набагато лаконічнішою у відповідях. Вона знала, що відсутність її ентузіазму засмучує Едварда, і не боялася дати йому зрозуміти це, написавши одного разу: «Часте повторення моєї непокори, я вірю, не вичерпає вашого терпіння, яке, я думаю, було сумлінно випробуване». 30 жовтня 1826 року вона неохоче прийняла його пропозицію, сказавши, що «ви можете правильно зробити висновок, що мої почуття збігаються з вашими».
У 1829 році Емілі Норкросс Дікінсон народила сина Остіна. Через рік родина переїхала в Гоумстед (нині меморіальний музей Емілі Дікінсон), де народила доньок Емілі та Лавінію.
Напружена кар'єра її чоловіка як юриста та скарбника сусіднього Емгерст-коледжу означала, що Емілі часто залишалася вдома з дітьми, через що часто почувалася ізольованою та самотньою.
У 1855 році вона пережила особливо важкий період депресії. Більшу частину часу вона проводила вдома, або займаючись господарством, або доглядаючи за садом, що був її найбільшою пристрастю. Таке ж життя вела її донька Емілі.
У 1874 році вона пережила інсульт, від якого так і не оговталася, і була паралізована до своєї смерті в листопаді 1882 року.
Потерпаючи від різноманітних хвороб, Емілі потребувала постійної присутності принаймні однієї людини удома для догляду за нею. Цю роль взяла на себе її донька Емілі, яка провела все своє життя у відлюдництві, займаючись садівництвом та створюючи поезії, які, опубліковані після її смерті, стали скарбницею американської поезії.

## Стосунки з Емілі Дікінсон
Емілі Норкросс Дікінсон ніколи не розвивала глибоких стосунків зі своєю дочкою Емілі, яка вважала матір нецікавою та нудною.
Одного разу Емілі Дікінсон написала в листі до Т. В. Гіґґінсона, що «моїй матері не байдужі думки». У пізнішому листі до нього в 1870 році вона прямо сказала, що «у мене ніколи не було матері. Я вважаю, що мати — це та, до якої ти поспішаєш, коли тебе хвилює».
Дослідниця Емілі Дікінсон Вівіан Поллак припускає, що дистанція між Емілі та її матір'ю вплинула на її поезію та створила відчуття самотності в її творах. Однак після смерті матері Емілі почала виявляти більше співчуття до неї. Пишучи своїй близькій подрузі Елізабет Голланд, Дікінсон зауважила: «Коли ми були дітьми, і вона подорожувала, вона завжди щось приносила нам. Тепер, хіба вона принесла нам, крім себе, який єдиний подарунок».